# Peulla

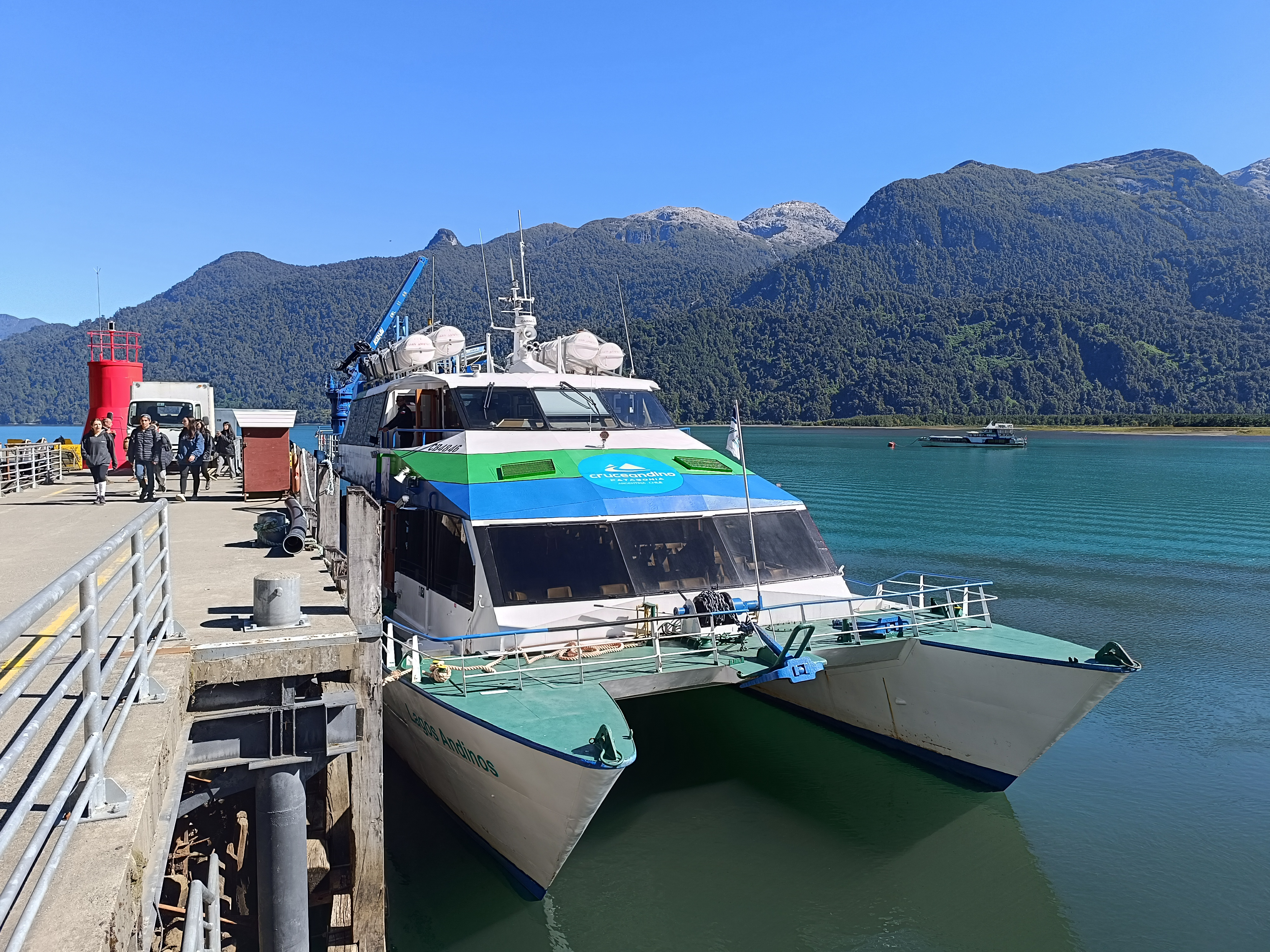
Catamarán Lagos Andinos, en Puerto Peulla.

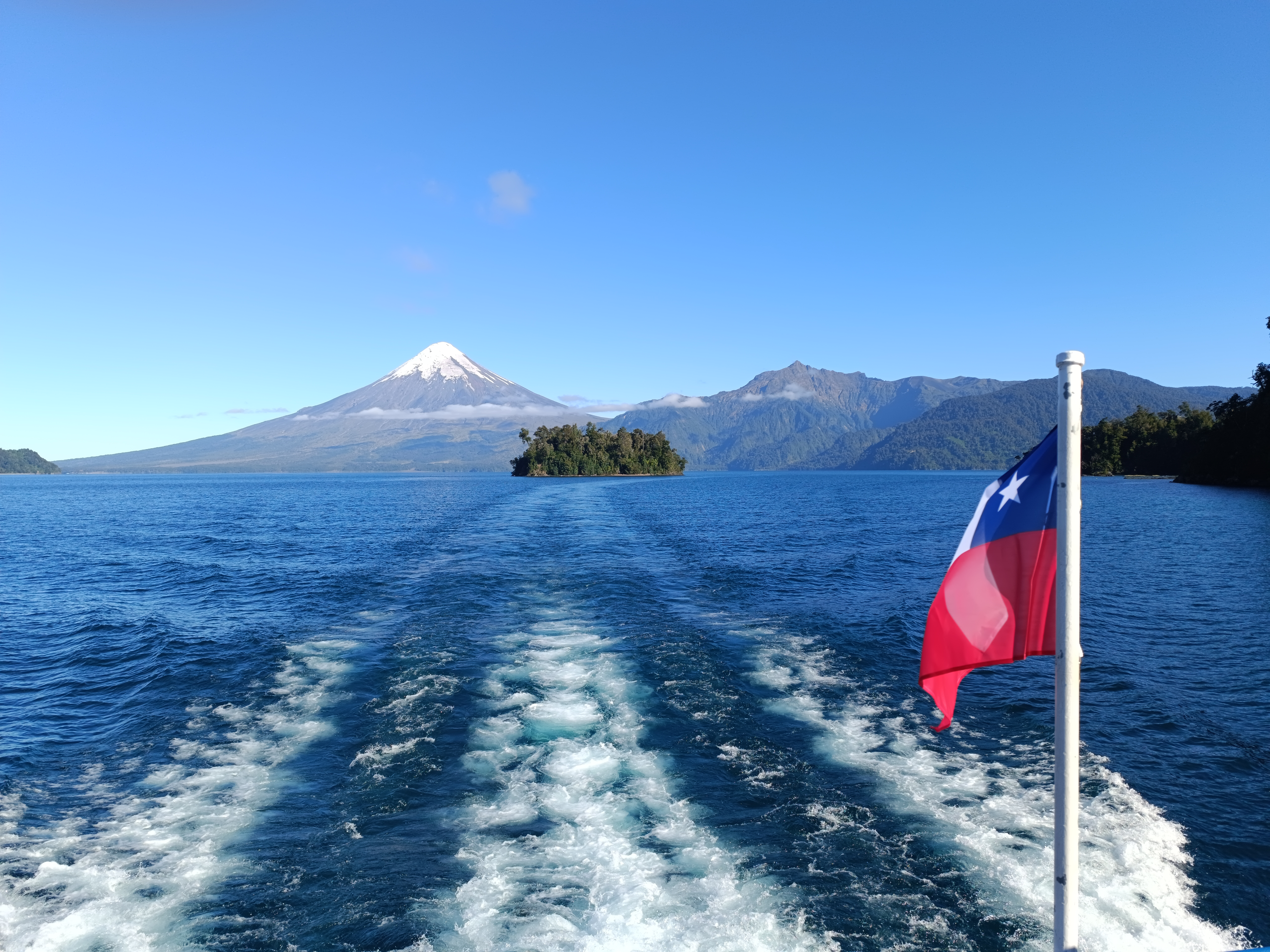
El lago Todos los Santos es la principal vía de comunicación de Peulla.

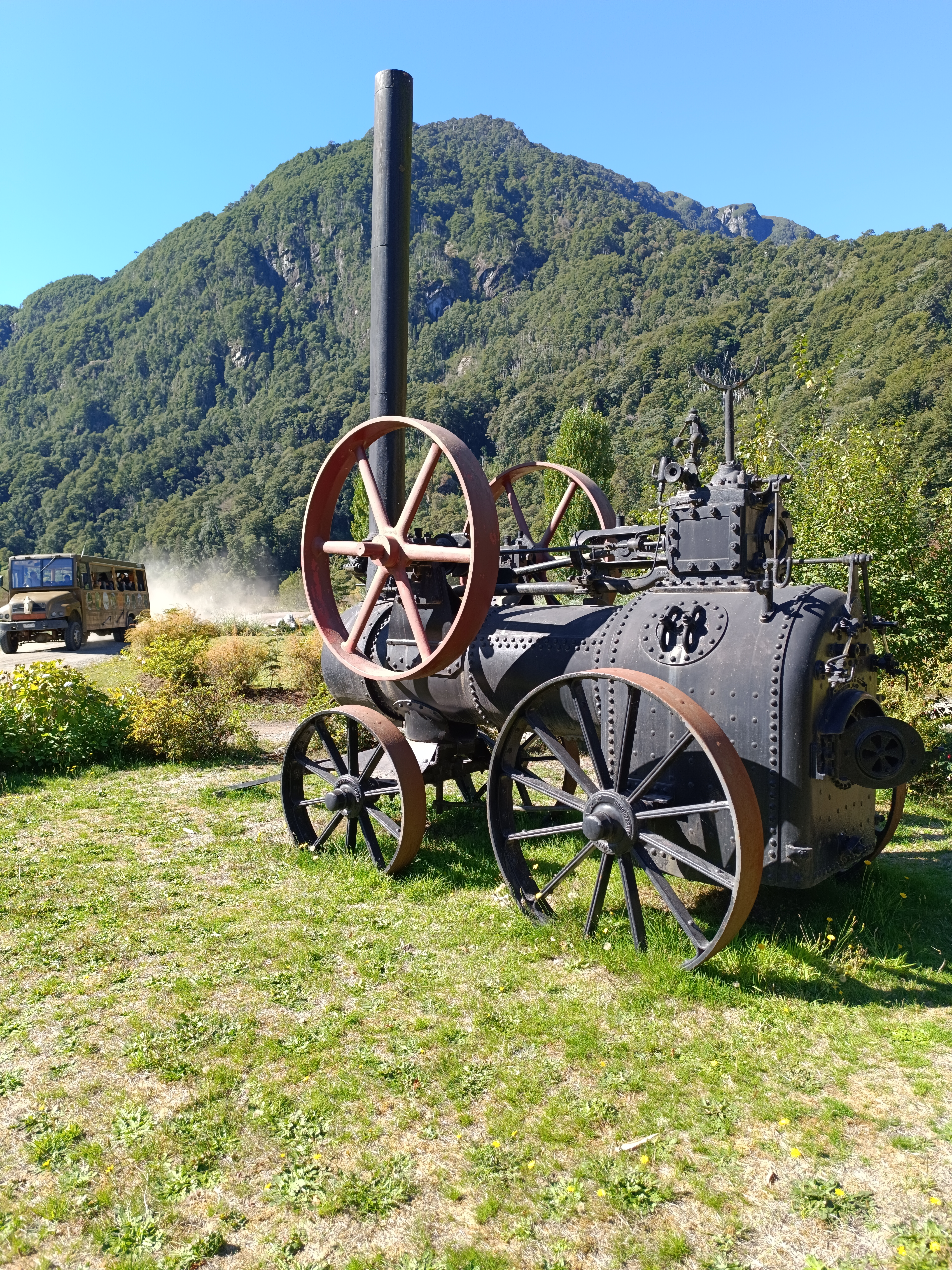
Locomóvil Marshall en Peulla.

Peulla es una localidad lacustre en la orilla más oriental del lago Todos los Santos en la comuna de Puerto Varas (Región de Los Lagos, Chile). El clima de Peulla es lluvioso, con precipitaciones todo el año que se concentran entre los meses de abril a octubre. 

## Toponimia
Recibe su nombre del mapudungun pillad, escarcha.

## Ubicación
El poblado chileno más cercano a esta localidad corresponde a Petrohué, a 20 millas náuticas (37 km), en la orilla más occidental del lago. No existe camino terrestre entre estas dos localidades, por lo que se comunican a través de las embarcaciones que cruzan el lago Todos los Santos. Además del puerto, Peulla cuenta con un aeródromo (SCPU).
Este puerto se encuentra muy cerca de la frontera con Argentina. Siguiendo la ruta CH-225 (que se corta en el tramo del lago Todos los Santos) está a 26 km de los pasos internacionales Pérez Rosales y Vuriloche.
Los ríos Peulla y Negro confluyen y desembocan conjuntamente esta localidad.
Entre sus atractivos naturales están las cascadas Gemelas y de Los Novios, y la laguna El Encanto.

## Servicios
Cuenta con servicios de alimentación, hospedaje, posta de primeros auxilios, policía y aduanas. Posee telefonía celular 2G de Claro Chile, 3G de Entel Chile y de WOM (vía roaming nacional). Movistar no posee cobertura en el poblado.